# Dona Flor e Seus Dois Maridos (filme de 2017)
Dona Flor e Seus Dois Maridos é um filme brasileiro de 2017, do gênero comédia e romance, dirigido por Pedro Vasconcelos e estrelado por Juliana Paes, Marcelo Faria e Leandro Hassum. Baseado no livro homônimo de Jorge Amado e remake do filme de 1976. O filme foi gravado em 2016 e entrou em cartaz nos cinemas brasileiros em 2 de novembro de 2017.

## Elenco
| Ator              | Personagem            |
| ----------------- | --------------------- |
| Juliana Paes      | Dona Flor             |
| Marcelo Faria     | Vadinho               |
| Leandro Hassum    | Teodoro               |
| Nívea Maria       | Dona Rozilda          |
| Ana Paula Bouzas  | Dona Norma            |
| Rita Assemany     | Célia                 |
| Prazeres Barbosa  | Regina                |
| Marco Bravo       | Dorival Caymmi        |
| Cassiano Carneiro | Mirandão              |
| Duda Ribeiro      | Professor Epaminondas |
| Maria Gal         | Magnólia              |
| Fábio Lago        | Giovani               |
| Haroldo Costa     | Pai Didi              |
| Dandara Mariana   | Zulmira               |
| Fábio Nascimento  | Lourenço Mão de Vaca  |
| Roberta Santiago  | Mulata Mirandão       |

## Exibição internacional
Em março de 2023, o filme foi exibido na estação portuguesa SIC. Voltou à antena do mesmo canal em agosto do mesmo ano, sendo exibida em diferentes episódios, ou seja, em formato de minissérie.